# اندی بلومن
اندی بلومن (به انگلیسی: Andy Blueman) آهنگساز اسلوونیایی است که در زمینهٔ موسیقی ترنس فعّالیّت می‌کند. او بنیان‌گذار زیرشاخهٔ ارکسترال ترنس است. آهنگ‌های او در رده‌بندی‌های فراوان رتبه‌های بالا به دست آورده‌است.